# Primavera
|  | Per a altres significats, vegeu «Primavera (desambiguació)». |

La primavera és una de les quatre estacions de les zones temperades. També s'anomena primer temps, o primavera d'estiu en contraposició a la primavera d'hivern. Astronòmicament, comença amb l'equinocci de primavera (entre el 20 i el 21 de març en l'hemisferi nord, i entre el 22 i el 23 de setembre en l'hemisferi sud), i acaba amb el solstici d'estiu (al voltant del 21 de juny en l'hemisferi nord i el 21 de desembre en l'hemisferi sud). No obstant això, a vegades és considerada com els mesos sencers de març, abril i maig en l'hemisferi nord i setembre, octubre i novembre en l'hemisferi sud (primavera meteorològica). Se'n diu primaveral o vernal al que fa referència a aquesta època de l'any.

## Etimologia
Provè del llatí prima vera ‘inici de la primavera’, essent vera una feminització del neutre invariable ver, veris. La primera font data del segle xiv.

## Característiques
Hi ha un augment progressiu de la temperatura. És el temps del desgel i de les precipitacions moderades, si bé depèn molt del clima de la regió. Poden desencadenar-se fortes tempestes i vents.
És l'estació del renaixement, on broten de nou les plantes caducifòlies. Molts animals comencen a aparellar-se en aquesta època. Per la floració de les plantes, és un temps d'al·lèrgia per a algunes persones. El temps pot ser força canviant.
Però tot i axí neixen moltes flors i plantes.

## Ecològic
El començament de la primavera no sempre està determinat per les dates del calendari fix. La definició fenològic o ecològic de la primavera es relaciona amb indicadors biològics, la florida d'una àmplia gamma d'espècies de plantes, i les activitats dels animals, o l'olor especial de sòl que ha arribat a la temperatura de la microflora que floreixin. Per tant, varia segons el clima i segons el temps específic d'un any en particular. La majoria dels ecòlegs divideixen l'any en sis estacions que no tenen dates fixes. A més de la primavera, el comptar ecològica identifica un prevernal separada abans (hora o pre-primavera) la temporada entre l'hivernal (hivern) i vernal (primavera) estacions. Aquest és un moment en què només les flors més resistents com el safrà en flor, de vegades, mentre que encara hi ha una certa capa de neu a terra.

## Simbolisme
Moltes celebracions coincideixen amb l'arribada de la primavera. La deessa romana Flora la simbolitzava. Per a l'art, és l'estació de l'amor i de l'alegria després de la reclusió de l'hivern. Està associada a la vitalitat, a la joventut, la bellesa i el color verd. En la teoria dels quatre humors, li correspon la sang.
En els antics calendaris marcava l'inici de l'any (d'aquí el prefix prima- que s'ha conservat a la paraula). Per això, també pot voler dir l'edat, quan es diu d'una persona que té 15 primaveres, per exemple.